# Mastaba

Aufbau einer typischen Mastaba des alten Reichs

Mastaba (arabisch مصطبة, DMG maṣṭaba ‚Steinbank‘) ist ein nach dem ägyptisch-arabischen Wort für Bank benannter Typ von Grabbauten der altägyptischen Kultur. Geometrisch ist der Baukörper ein Pyramidenstumpf mit einem rechteckigen Grundriss, einer relativ niedrigen Höhe und schrägen Seitenwänden. Kunstgeschichtlich lassen sich Mastabas einer Entwicklungslinie zuordnen, die mit Elite-Gräbern der Thinitenzeit beginnt, im königlichen Bereich zum Bau der Pyramidengräber führt und im privaten Bereich erst am Ende der 12. Dynastie, etwa 1648 v. Chr., endet. Stufen dieser Entwicklung lassen sich unter anderem an Beispielen aus Abydos, Sakkara und Gizeh, aber auch an anderen Orten aufzeigen.

## Baugeschichte
Mastabas wurden von der Reichseinigung bis zum Ende des Mittleren Reichs gebaut. Die Pyramiden lösten die Mastaba in der 3. Dynastie mit wenigen Ausnahmen als königliche Grabanlage ab, während die Mastaba als private Grabform weiter bestand.

## Mastabas der frühdynastischen Zeit

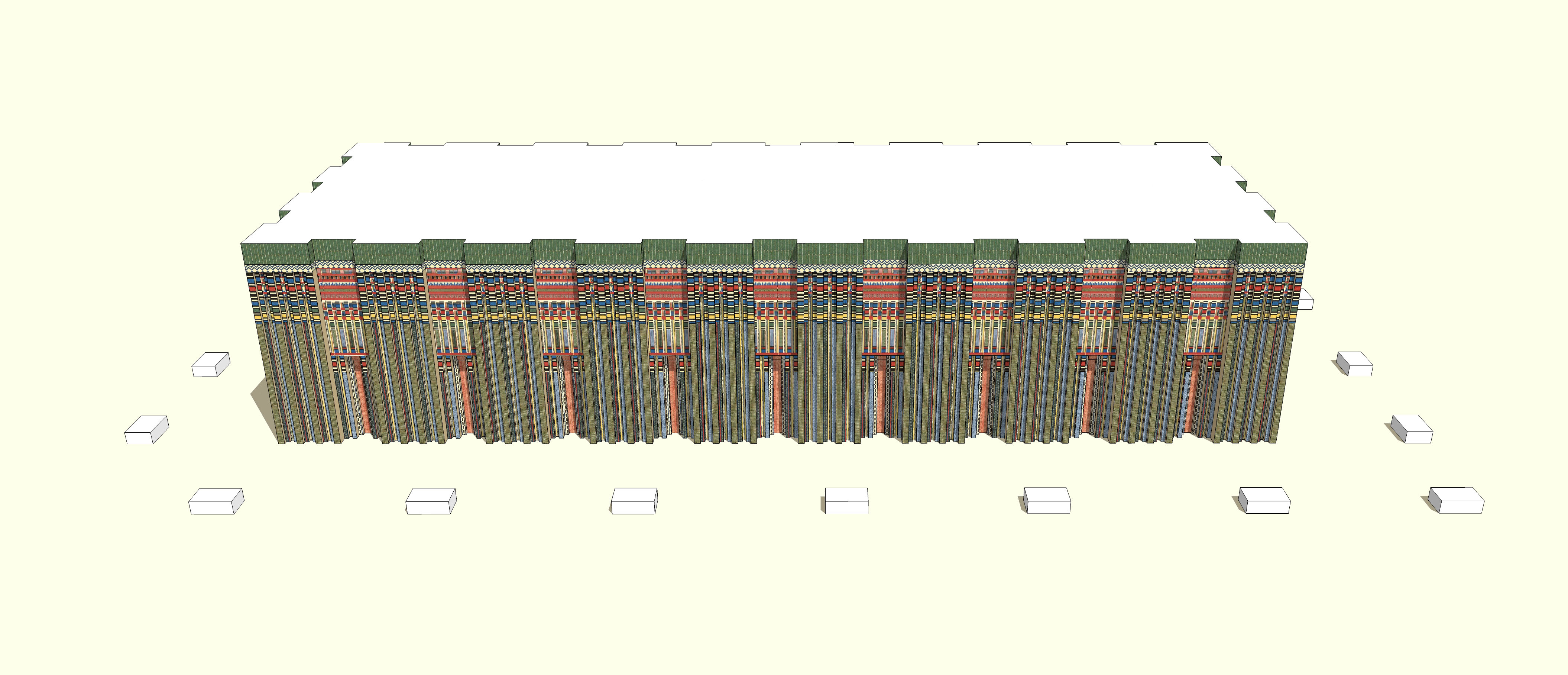
Rekonstruktion der Mastaba S3503 (1. Dynastie)

Die Mastabas der Reichseinigungszeit sind mit einer Nischenanordnung, die eine Art Königspalast oder Götterfestung darstellt, dekoriert. Monumentale Beispiele dieses Typs fanden sich vor allem in Sakkara. Die Bestattung fand dabei in einer Grube unterhalb des eigentlichen Baues statt. Die Gruben sind seit der Mitte der 1. Dynastie über eine verschließbare Treppe erreichbar. Die Mastabas unterer Höflingsschichten sind im Vergleich dazu meist eher einfach gestaltet und haben keine Nischenfassade.
Mit dem Ende der Dynastie verschwindet die (vermutlich statischen Zwecken dienende) Nischenfassade. Der Bau hat nun meist eine glatte Außenseite und zwei im Osten des Bauwerks befindliche, offene Kultstellen. Die unterirdischen Grabräume sind oft in den Fels gehauen und bilden so etwas wie ein Hausgrab.

## Mastabas des alten Reichs

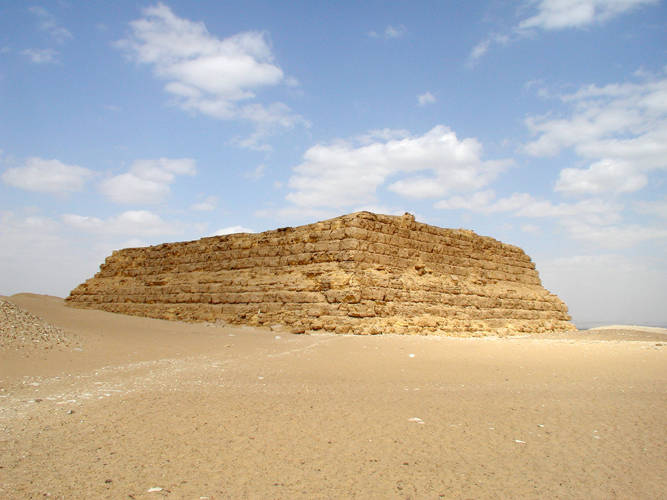
Die Riesenmastaba des Schepseskaf, 4. Dynastie

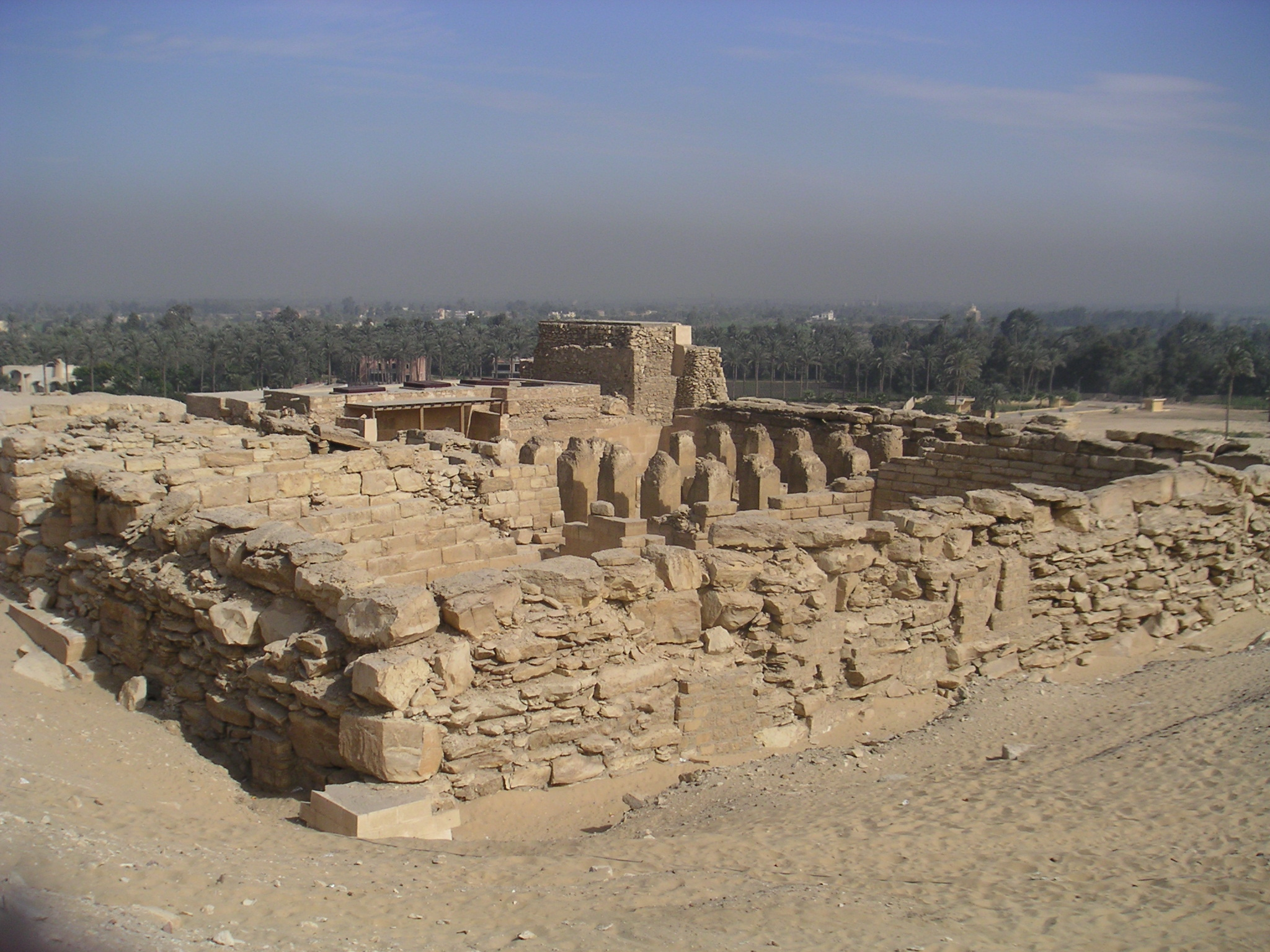
Mastaba des Ptahchepses, 5. Dynastie

In der 3. und vor allem 4. Dynastie werden die Kultstellen immer aufwendiger mit Reliefs oder Malereien dekoriert, während die unterirdischen Grabräume, die nun meist durch einen Schacht erreicht werden, sehr einfach gehalten sind.
Am Ende des Alten Reiches löst sich die klassische Mastabaform auf. Die Dekoration wird nun meist auf eine Scheintür reduziert, während die Grabkammer immer häufiger dekoriert ist. Die meisten Mastabas der 1. Zwischenzeit folgen diesem Typ.

## Mastabas des Mittleren Reichs
In der 12. Dynastie erlebte die Mastaba bei den königlichen Friedhöfen (el-Lischt, Dahschur), als der Hof wieder nach Norden in die Nähe der alten Residenzfriedhöfe zog, eine Wiedergeburt, wobei sich jetzt zwei Typen unterscheiden lassen. Es gibt Mastabas mit dekorierten Innenräumen und solche, die keine Innenräume haben und an der Außenseite dekoriert und beschriftet sind. Der Grabschacht führt im Mittleren Reich neben dem Mastababau in die Tiefe, während er im Alten Reich meist vom Bau aus in den Untergrund vorgetrieben worden ist. Nach der 12. Dynastie werden Mastabas von anderen Grabtypen abgelöst.